# Cộng hòa Xã hội chủ nghĩa Slovak
Cộng hòa Xã hội chủ nghĩa Slovak (tiếng Slovak: Slovenská socialistická republika, SSR) từ năm 1969 đến 1990 là một nước cộng hòa trong Cộng hòa Xã hội chủ nghĩa Tiệp Khắc, khi nhà nước Tiệp Khắc đơn nhất trước đó chuyển thành liên bang.  Tên này được sử dụng từ ngày 1 tháng 1 năm 1969 cho đến tháng 11 năm 1989. Cộng hòa Slovak (tiếng Slovak: Slovenská republika, SR) là một nước cộng hòa trong giai đoạn 1990-1992 của Cộng hòa Liên bang Séc và Slovak, nay là Slovakia độc lập.

## Lịch sử
Sau cuộc chiếm đóng Tiệp Khắc vào năm 1968, các cải cách tự do hóa bị tạm dừng và sau đó bị đảo ngược. Ngoại lệ đáng kể duy nhất là liên bang hóa đất nước. Nhà nước tập trung cũ của Tiệp Khắc được chia thành hai: Cộng hòa Xã hội chủ nghĩa Séc và Cộng hòa xã hội chủ nghĩa Slovakia theo Luật Hiến pháp Liên bang ngày 28 tháng 10 năm 1968, có hiệu lực vào ngày 1 tháng 1 năm 1969. Các nghị viện quốc gia mới (Hội đồng Quốc gia Séc và Hội đồng Quốc gia Slovakia) được thành lập và nghị viện cũ của Tiệp Khắc được đổi tên thành "Hội đồng Liên bang" và được chia thành hai viện: Viện Nhân dân (tiếng Séc: Sněmovna lidu, tiếng Slovak: Snemovňa ľudu) và Viện Dân tộc (tiếng Séc: Sněmovna národů, tiếng Slovak: Snemovňa národov). Các quy tắc bỏ phiếu rất phức tạp đã được áp dụng.
Liên bang hóa mang tính khái niệm – tất cả quyền lực thực sự được nắm giữ bởi Đảng Cộng sản. Số lượng "nghị viện" tăng lên đã thuận tiện cung cấp nhiều vị trí hơn cho các đảng viên, mặc dù vai trò của họ chỉ mang tính tượng trưng.
Sau sự sụp đổ của chủ nghĩa xã hội ở Tiệp Khắc, từ "xã hội chủ nghĩa" bị loại bỏ trong tên của hai nước cộng hòa, tức là Cộng hòa Xã hội chủ nghĩa Slovakia được đổi tên thành Cộng hòa Slovak (vẫn là một phần của Tiệp Khắc, kể từ tháng 4 năm 1990 là của Cộng hòa Liên bang Séc và Slovak).
Hệ thống bỏ phiếu nghị viện phức tạp (trên thực tế có 5 cơ quan khác nhau, mỗi cơ quan có quyền phủ quyết) được duy trì sau sự sụp đổ của chủ nghĩa xã hội, làm phức tạp và trì hoãn các quyết định chính trị trong những thay đổi căn bản của nền kinh tế.
Vào tháng 11 năm 1992, nghị viện liên bang bỏ phiếu giải thể đất nước chính thức vào ngày 31 tháng 12 năm 1992. Kể từ ngày 1 tháng 1 năm 1993, Cộng hòa Slovak trở thành một quốc gia độc lập có tên Slovakia.